# Economia do Japão
A economia do Japão é a terceira maior do mundo por PIB nominal, a quarta maior em paridade do poder de compra e é o segundo maior país desenvolvido do mundo. De acordo com o Fundo Monetário Internacional, o PIB per capita do país era de US$ 36 899, o 22º maior em 2013. O Japão é um membro do G-7. A economia japonesa é analisada pela Pesquisa trimestral Tankan de sentimento empresarial conduzida pelo Banco do Japão.
O Japão é o terceiro maior produtor de automóveis do mundo, possui as maiores indústrias de bens eletrônicos e frequentemente é considerado um dos países mais inovadores do mundo, estando entre os líderes de registros de patentes globais. Encarando uma competição crescente com a China e a Coreia do Sul, a indústria manufatureira no Japão atualmente foca em bens de alta tecnologia e de precisão, tais como instrumentos óticos, veículos híbridos e robótica. Além da região de Kanto, a região de Kansai é um dos centros industriais líderes e o centro das indústrias manufatureiras da economia japonesa.
O Japão é o maior país credor do mundo, geralmente tendo um superávit comercial anual e tendo um considerável excedente internacional de investimentos. Em 2010, o Japão possuía 13,7% dos ativos financeiros privados (o segundo maior do mundo) com cerca de $ 14,6 trilhões. Em 2013, 62 das empresas do Fortune Global 500 eram sediadas no Japão.
O país é o nono no ranking de competitividade do Fórum Econômico Mundial.
Em 2016, a dívida per capita do Japão é o mais alto ao mundo.

## Visão geral da economia
Nas três décadas de desenvolvimento econômico após 1960, o Japão ignorou os gastos militares em favor do crescimento econômico, assim permitindo um rápido desenvolvimento conhecido como milagre econômico japonês. Com a liderança do Ministério da Economia, Comércio e Indústria e taxas médias de crescimento de 10% na década de 1960, 5% na de 1970 e 4% na de 1980, o Japão foi capaz de se estabelecer e se manter como a segunda maior economia do mundo de 1978 a 2010, quando ele foi ultrapassado pela República Popular da China. Em 1990, a renda per capita no Japão igualava ou ultrapassava a da maioria dos países do Ocidente.
No entanto, na segunda metade da década de 1980, os preços crescentes de ações e de propriedades imobiliárias causaram um super-aquecimento da economia japonesa que mais tarde passou a ser conhecido como a bolha financeira e imobiliária do Japão, causada por uma política de baixas taxas de juros do Banco do Japão. A bolha econômica estourou quando a Bolsa de Valores de Tóquio quebrou em 1990-92 e os preços das propriedades imobiliárias tiveram seu pico em 1991. O crescimento de 1,5% no Japão na década de 1990 foi melhor que o crescimento de outros grandes países desenvolvidos, dando origem ao termo década perdida. No entanto, o crescimento da renda per capita de 2001 a 2010 ainda conseguiu ultrapassar o crescimento da Europa e dos Estados Unidos. Mas o déficit público do Japão permanece uma tarefa difícil para o governo japonês devido ao endividamento excessivo, gastos de bem-estar social com uma sociedade envelhecida e falta de crescimento econômico/industrial nos anos recentes. O Japão recentemente incorporou a nova estratégia de crescimento econômico com tais metas a serem atingidas até 2020. A moderna indústria de  TI gerou o maior produto para a economia japonesa.
O Japão é o segundo maior mercado de música no mundo. Com menos crianças no Japão, a indústria do anime está encarando um uma competição crescente com os chineses. A indústria de mangás japoneses goza de popularidade na maioria dos mercados asiáticos.
Como um país insular montanhoso e vulcânico, o Japão possui recursos naturais inadequados para apoiar sua economia crescente e grande população e, portanto, exporta bens nos quais há uma vantagem comparativa, tais como produtos industriais da engenharia, pesquisa e desenvolvimento em troca da importação de matérias-primas e petróleo. O Japão está entre os três maiores importadores de bens agrícolas no mundo, próximo da União Europeia e Estados Unidos em volume total, para cobrir seu próprio consumo agrícola interno. O Japão é o maior importador do mundo de peixes e produtos derivados. O Mercado Atacadista Central Metropolitano de Tóquio é o maior mercado atacadista de produtos primários no Japão, incluindo o renomado mercado de peixes de Tsukiji. A caça à baleia no Japão, principalmente com fins de pesquisa, é considerada ilegal sob as leis internacionais.
Embora muitos tipos de minérios sejam extraídos por todo o país, a maioria dos recursos minerais tinham de ser importados no período pós-guerra. Depósitos locais de minérios eram difíceis de processar porque eram de baixa qualidade. Os grandes e variados recursos florestais do país, que cobria 70% do território no final da década de 1980, não eram utilizados extensivamente. Devido a decisões políticas a nível local, de província e nacional, o Japão decidiu não explorar seus recursos florestais para ganhos econômicos. As fontes internas supriam apenas entre 25% e 30% da necessidade de madeira do país. A agricultura e a pesca eram os melhores recursos desenvolvidos, mas apenas com anos de grandes investimentos e trabalho. O país portanto construiu suas indústrias de manufatura e processamento para converter matérias-primas importadas do exterior. Esta estratégia de desenvolvimento econômico necessitava do estabelecimento de uma forte infraestrutura econômica para fornecer a energia, transporte, comunicações e conhecimento tecnológico necessários.
Depósitos de ouro, magnésio e prata ajudam a suprir as demandas industriais, mas o Japão é dependente de recursos estrangeiros para muitos de seus minérios essenciais para a indústria moderna.  Ferro, cobre, bauxita e alumínio precisam ser importados, bem como muitos produtos da floresta.

## História econômica

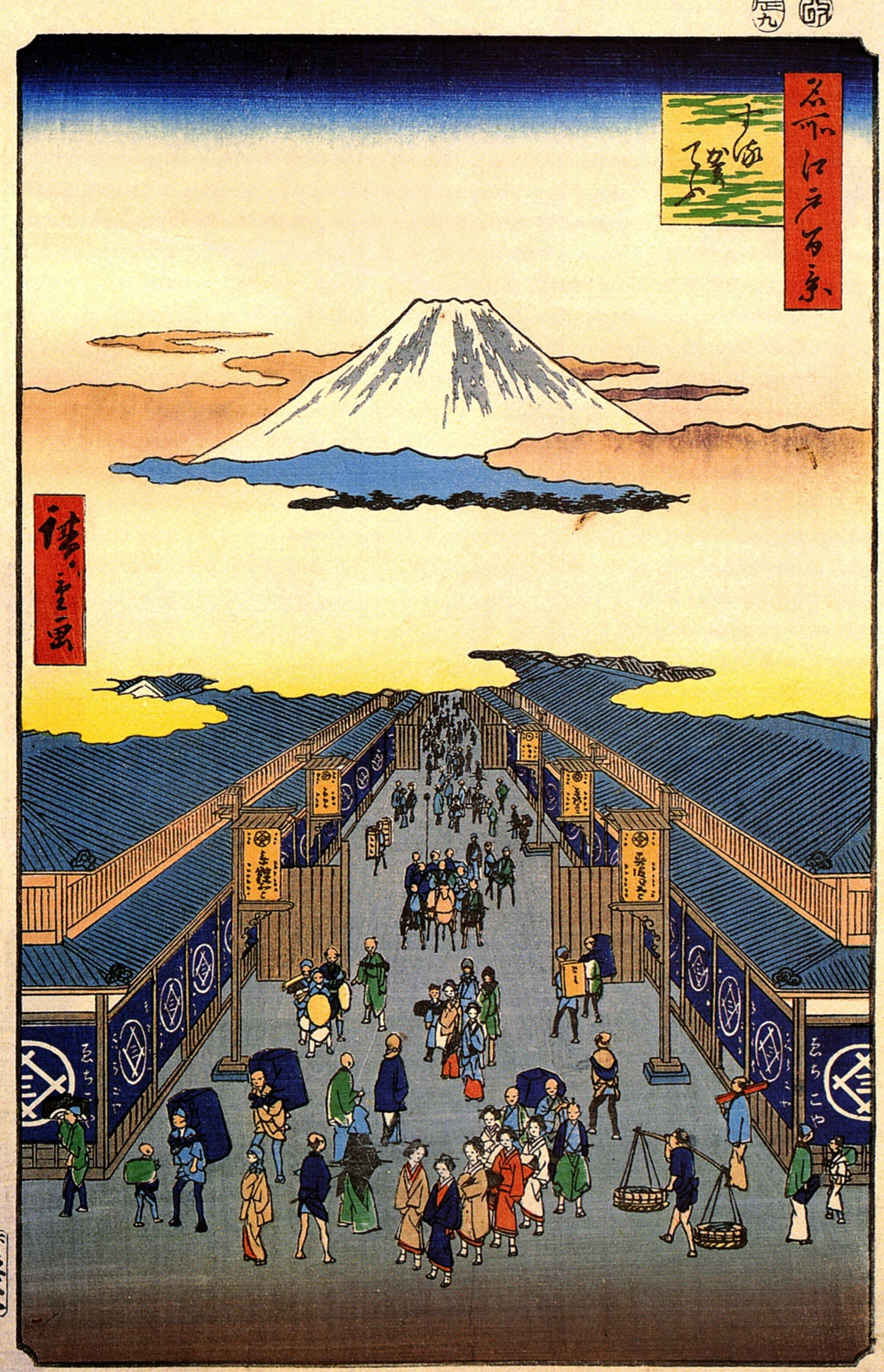
Um ukiyo-e de 1856 mostrando Echigoya, atual Mitsukoshi

A história econômica do Japão é uma das economias mais estudadas por seu espetacular crescimento em três diferentes períodos. O primeiro foi a fundação de Edo (em 1603) com desenvolvimentos econômicos por toda a ilha, o segundo foi a Restauração Meiji (em 1868) por ser a primeira potência não europeia, e o terceiro foi após a derrota na Segunda Guerra Mundial (em 1945) quando o país surgiu como a segunda maior economia do mundo.

### Primeiros contatos com a Europa (século XVI)
O Japão era considerado um país rico em metais preciosos, principalmente graças aos relatos de Marco Polo de templos e palácios dourados, mas também devido à abundância relativa de minérios na superfície característicos de um grande país vulcânico, antes de a mineração profunda em larga escala se tornar possível na era industrial. O Japão era um grande exportador de prata, cobre e ouro durante o período até que as exportações desses minerais fossem proibidas.
No Renascimento, o Japão também era percebido como uma sociedade feudal sofisticada com uma rica cultura e com forte tecnologia pré-industrial. Ele era densamente povoado e urbanizado. Observadores importantes europeus da época pareciam concordar que os japoneses "destacavam-se não apenas em relação a outros povos orientais, eles ultrapassavam os europeus também".
Os primeiros visitantes europeus surpreenderam-se com a qualidade do artesanato e instrumentos de metais japoneses. Isso decorre do fato de que o próprio Japão é pobre em recursos naturais encontrados na Europa, especialmente o ferro. Assim, os japoneses eram frugais com seus recursos não renováveis; o pouco que tinham eles usavam com habilidade.
A carga dos primeiros navios portugueses (geralmente cerca de quatro navios menores todo ano) que chegaram no Japão consistia quase inteiramente de bens chineses (seda,porcelana). Os japoneses tinham muita vontade de adquirir estes bens, mas foram proibidos de ter qualquer contato com o Imperador da China, como uma punição pelos ataques piratas Wakō. Os portugueses (que eram chamados de Nanban, literalmente bárbaros do sul), então, descobriram a oportunidade agir como intermediários no comércio asiático.

### Período Edo (1603–1868)
O início do período Edo coincide com as últimas décadas do período Nanban, quando uma intensa interação com as potências europeias, nos planos econômico e religiosos, ocorreu. Foi no início do período Edo que o Japão construiu seu primeiro navio de guerra ao estilo ocidental, tal como o San Juan Bautista, um navio do tipo galeão de 500 toneladas que transportou uma embaixada japonesa liderada por Hasekura Tsunenaga para as Américas, que depois continuou para a Europa. Durante o período, o bakufu também comissionou por volta de 350 shuinsen, navios comerciais armados de três mastros, para o comércio intra-asiático. Os aventureiros japoneses, como Yamada Nagamasa eram ativos por toda a Ásia.
A fim de erradicar a influência da cristianização, o Japão entrou em um período de isolamento chamado de sakoku, durante o qual sua economia gozou de estabilidade e um progresso moderado.
O desenvolvimento econômico durante o período Edo incluiu a urbanização, aumento do transporte de mercadorias, uma grande expansão do comércio doméstico e, inicialmente, estrangeiro, e uma difusão do comércio e indústrias e artesanato. O comércio de construção floresceu, junto com serviços bancários e associações comerciais. Cada vez mais as autoridades  han supervisionaram a produção agrícola crescente e a expansão do artesanato rural.
Em meados do século XVIII, Edo tinha uma população de mais 1 milhão e Osaka e Quioto cada uma tinha mais de 400 mil habitantes. Muitas outras cidades-castelos cresceram. Osaka e Quioto tornaram-se centros de intenso comércio e produção de artesanato, enquanto Edo era o centro da oferta de alimentos e bens de consumo urbanos essenciais.
O arroz era a base da economia, com o daimyo coletando as taxas dos camponeses na forma de arroz. As taxas eram altas, cerca de 40% da colheita. O arroz era vendido no mercado fudasashi em Edo. Para conseguir dinheiro, o daimyo usava contratos a termo para vender arroz que ainda não tinha sido colhido. Esses contratos eram semelhantes ao contrato futuro moderno.
Durante o período, o Japão progressivamente estudou as ciências e técnicas do Ocidente (chamadas de rangaku, literalmente "estudos holandeses") através das informações e livros recebidos dos comerciantes holandeses em Dejima. As principais áreas que foram estudadas incluíam geografia, medicina, ciências naturais, astronomia, arte, línguas, ciências físicas tais como o estudo do fenômeno elétrico e ciências mecânicas como exemplificado pelo desenvolvimento dos relógios japoneses, ou wadokei, inspirados em técnicas ocidentais.

### Período pré-guerra (1868–1945)
Desde meados do século XIX, após a restauração Meiji, o país se abriu para o comércio e influência ocidentais e o Japão passou por dois períodos de desenvolvimento econômico. O primeiro começou em 1868 e se estendeu pela Segunda Guerra Mundial. O segundo iniciou em 1945 e continuou até meados da década de 1980.
Os desenvolvimentos econômicos do período pré-guerra iniciaram com a Política de Estado Forte e Exército Forte pelo Governo Meiji. Durante o período Meiji (1868-1912), os líderes inauguraram um novo sistema educacional baseado no do Ocidente para todos os jovens, enviou milhares de estudantes para os Estados Unidos e Europa, e contratou mais de 3 mil ocidentais para ensinar ciência moderna, matemática, tecnologia e línguas estrangeiras no Japão (Oyatoi gaikokujin). O governo também construiu ferrovias, melhorou estradas e inaugurou um programa de reforma agrária para preparar o país para um maior desenvolvimento.
Para promover a industrialização, o governo decidiu que, embora ele devesse ajudar os negócios privados a alocar os recursos e planejar, o setor público estava melhor equipado para estimular o crescimento econômico. O maior papel do governo era de ajudar a fornecer boas condições econômicas para os negócios. Em resumo, o governo tinha de ser o guia e os negócios o produtor. No início do período Meiji, o governo construiu fábricas e estaleiros que foram vendidos para empreendedores por uma fração de seu valor. Muitos desses negócios cresceram rapidamente e se transformaram em conglomerados. O governo emergiu como o principal promotor da iniciativa privada, aprovando uma série de políticas pró-negócios.
Em meados da década de 1930, os salários nominais japoneses eram 10 vezes menores que os dos Estados Unidos (baseado em taxas de câmbio de meados da década de 1930), enquanto estimava-se que o nível de preços era cerca de 44% do índice estadosunidense.

### Período pós-guerra (1945–presente)

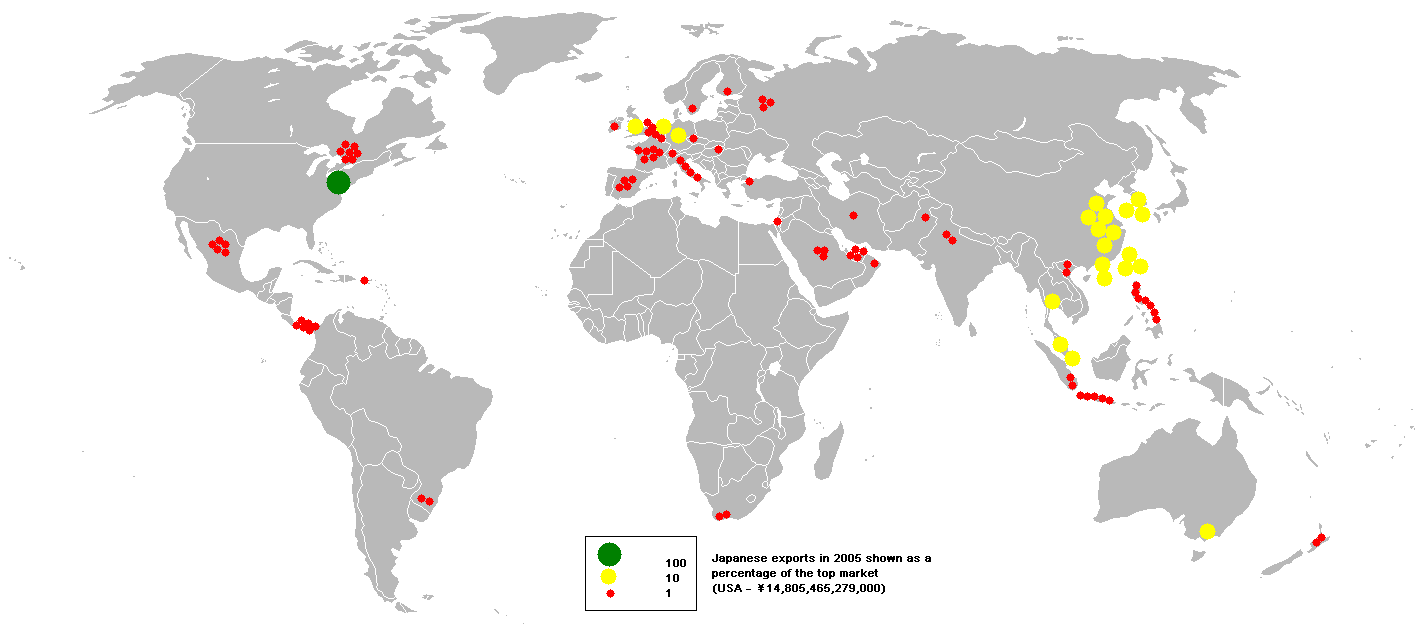
Exportações japonesas em 2005

Da década de 1960 à década de 1980, o crescimento econômico real foi chamado de um "milagre": uma média de 10% na década de 1960, 5% na década de 1970 e 4% na década de 1980. No final dos anos 1980, o Japão transformou-se de uma economia de baixos salários para uma de altos salários.
O crescimento desacelerou no final da década de 1990, também chamada de década perdida, após o colapso da bolha financeira e imobiliária do Japão. Como uma consequência, o Japão incorreu em massivos déficits orçamentários (adicionado trilhões de ienes ao sistema financeiro japonês) para financiar programas de grandes obras públicas.

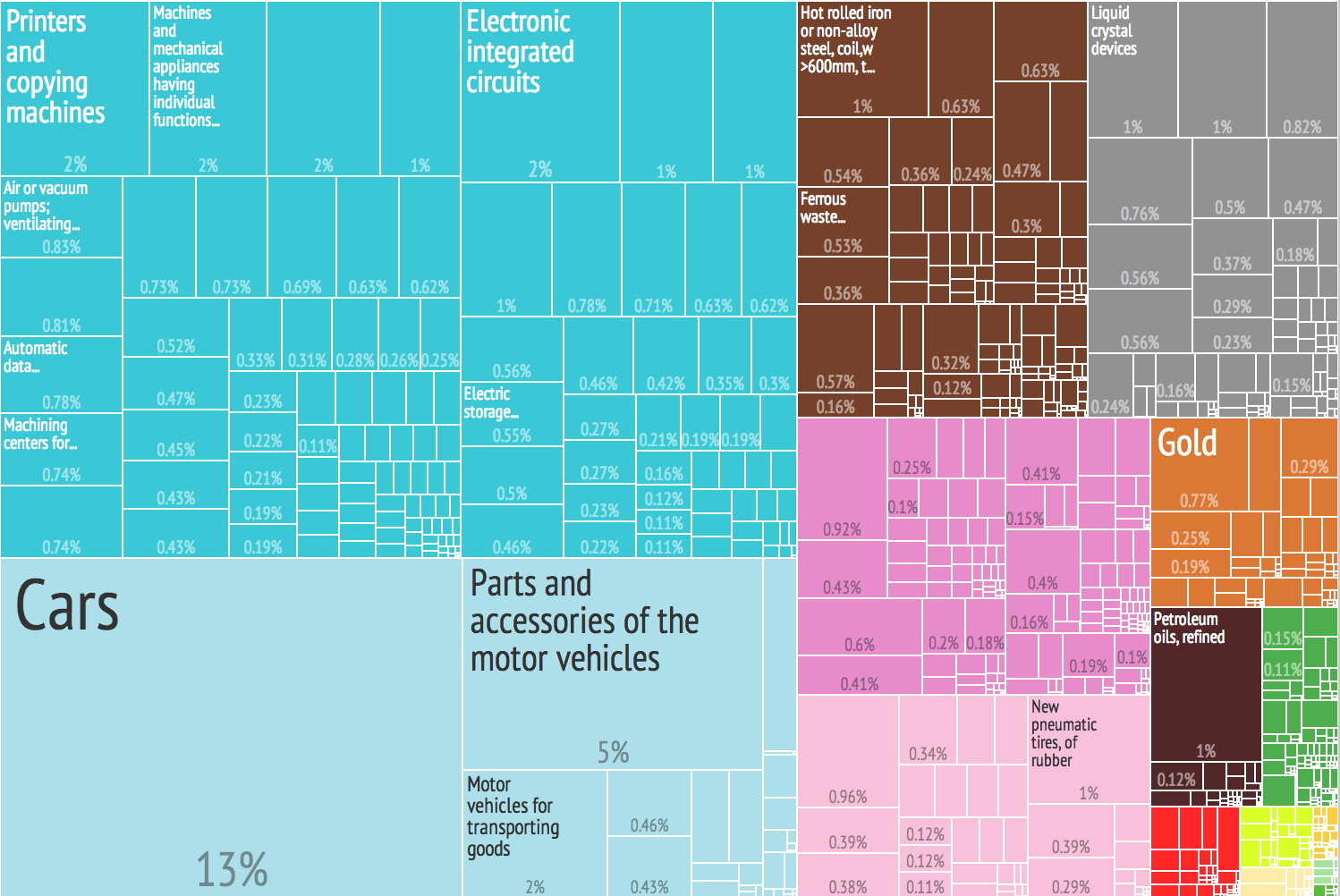
Gráfico mostrando as exportações japonesas (2012) de [http://www.atlas.cid.harvard.edu/explore/tree_map/export/jpn/all/show/2012/ Harvard Atlas of Economic Complexity

Em 1998, os projetos de obras públicas do Japão ainda conseguiam estimular suficientemente a demanda para terminar com a estagnação econômica. Em desespero, o governo japonês comprometeu-se a formular políticas de "reforma estrutural" com vistas a combater os excessos especulativos dos mercados de ações e imobiliário. Essas políticas levaram o Japão à deflação em inúmeras ocasiões entre 1999 e 2004. Em seu artigo de 1998, Armadilha do Japão, o professor de economia de Princeton Paul Krugman defendeu que, baseado em um grande número de modelos, o Japão tinha uma nova opção. O plano de Krugman pedia por um aumento das expectativas da inflação para, de fato, cortar as taxas de juros de longo prazo e promover o consumo.
O Japão usou outra técnica, um pouco baseada na de Krugman, chamada de quantitative easing. Ao contrário de inundar a oferta monetária com mais impressão de moeda, o Banco do Japão expandiu a oferta monetária internamente para aumentar as expectativas de inflação. Inicialmente, a política falhou em induzir qualquer crescimento, mas ela posteriormente começou a afetar as expectativas inflacionárias. No final de 2005, a economia finalmente começou o que parecia ser uma recuperação sustentável. O crescimento do PIB para aquele ano era de 2,8% com uma expansão no quarto trimestre de 5,5%, ultrapassando as taxas de crescimento dos Estados Unidos e União Europeia durante o mesmo período. Ao contrários de tendências anteriores de recuperação, o consumo doméstico foi um fator dominante de crescimento.
Apesar de possuir taxas de juros próximas de zero por um longo período de tempo, a estratégia de flexibilização quantitativa não teve sucesso para parar a deflação de preços, sendo que o inventor ada estratégia assumiu o fracasso dela. Isto levou alguns economistas, como Paul Krugman, e alguns políticos japoneses a defendera geração de expectativas mais altas de inflação. Em julho de 2006, a política de taxa de juros zero foi encerrada. Em 2008, o Banco Central Japonês ainda tinha a menor taxa de juros entre os países desenvolvidos e a deflação ainda não tinha sido eliminada e o Nikkei 225 caiu aproximadamente 50% (entre junho de 2007 e dezembro de 2008). No entanto, em 5 de abril de 2013, o Banco do Japão anunciou que estariam comprando 60-70 trilhões de ienes em títulos e ações em uma tentativa de eliminar a deflação ao dobrar a oferta de moeda no Japão nos dois anos seguintes. Os mercados ao redor do mundo responderam positivamente às atuais políticas proativas do governo, com o Nikkei 225 subindo mais de 42% desde novembro de 2012. O jornal The Economist sugeriu que os melhoramentos na lei de falência, lei de transferência de terras e leis de impostos ajudariam a economia japonesa. Nos últimos anos, o Japão foi o maior mercado exportador para quase 15 países no mundo.

## Tendência macroeconômica

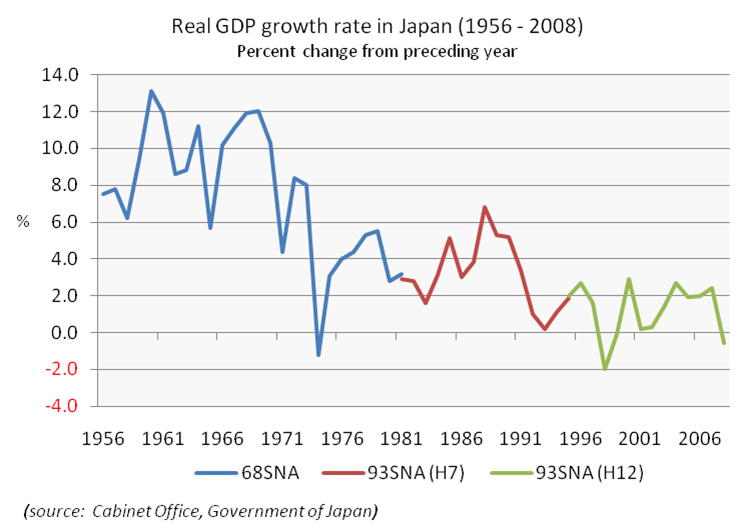
Taxa real de crescimento do PIB de 1956 a 2008

Variação quadrimestral no PIB real (azul) e taxa de desemprego (vermelho) do Japão entre 2000 e 2010 (em inglês). Ver Lei de Okun.

Esta é uma tabela da tendência do Produto Interno Bruto do Japão a preços de mercado estimado pelo Fundo Monetário Internacional (FMI) com números em milhões de ienes.
| Ano  | Produto Interno Bruto | Taxa de Câmbio do Dólar | Índice de inflação (2000=100) | PIB per capita nominal (em % dos EUA) | PIB per capita com Paridade do poder de compra (em % dos EUA) |
| 1955 | 8.369.500             | ￥360,00                |                               | 10,31                                 | -                                                             |
| 1960 | 16.009.700            | ￥360,00                |                               | 16,22                                 | -                                                             |
| 1965 | 32.866.000            | ￥360,00                |                               | 24,95                                 | -                                                             |
| 1970 | 73.344.900            | ￥360,00                |                               | 38,56                                 | -                                                             |
| 1975 | 148.327.100           | ￥297,26                |                               | 59,00                                 | -                                                             |
| 1980 | 240.707.315           | ￥225,82                | 75                            | 74,04                                 | 68,30                                                         |
| 1985 | 323.541.300           | ￥236,79                | 86                            | 63,44                                 | 72,78                                                         |
| 1990 | 440.124.900           | ￥144,15                | 92                            | 105,82                                | 81,27                                                         |
| 1995 | 493.271.700           | ￥122,78                | 98                            | 151,55                                | 80,73                                                         |
| 2000 | 501.068.100           | ￥107,73                | 100                           | 105,85                                | 71,87                                                         |
| 2005 | 502.905.400           | ￥110,01                | 97                            | 85,04                                 | 71,03                                                         |
| 2010 | 477.327.134           | ￥88,54                 | 98                            | 89,8                                  | 71,49                                                         |

Para comparações da paridade do poder de compra, o Dolár americano é trocado a ￥110,784 em 2010.

## Agricultura

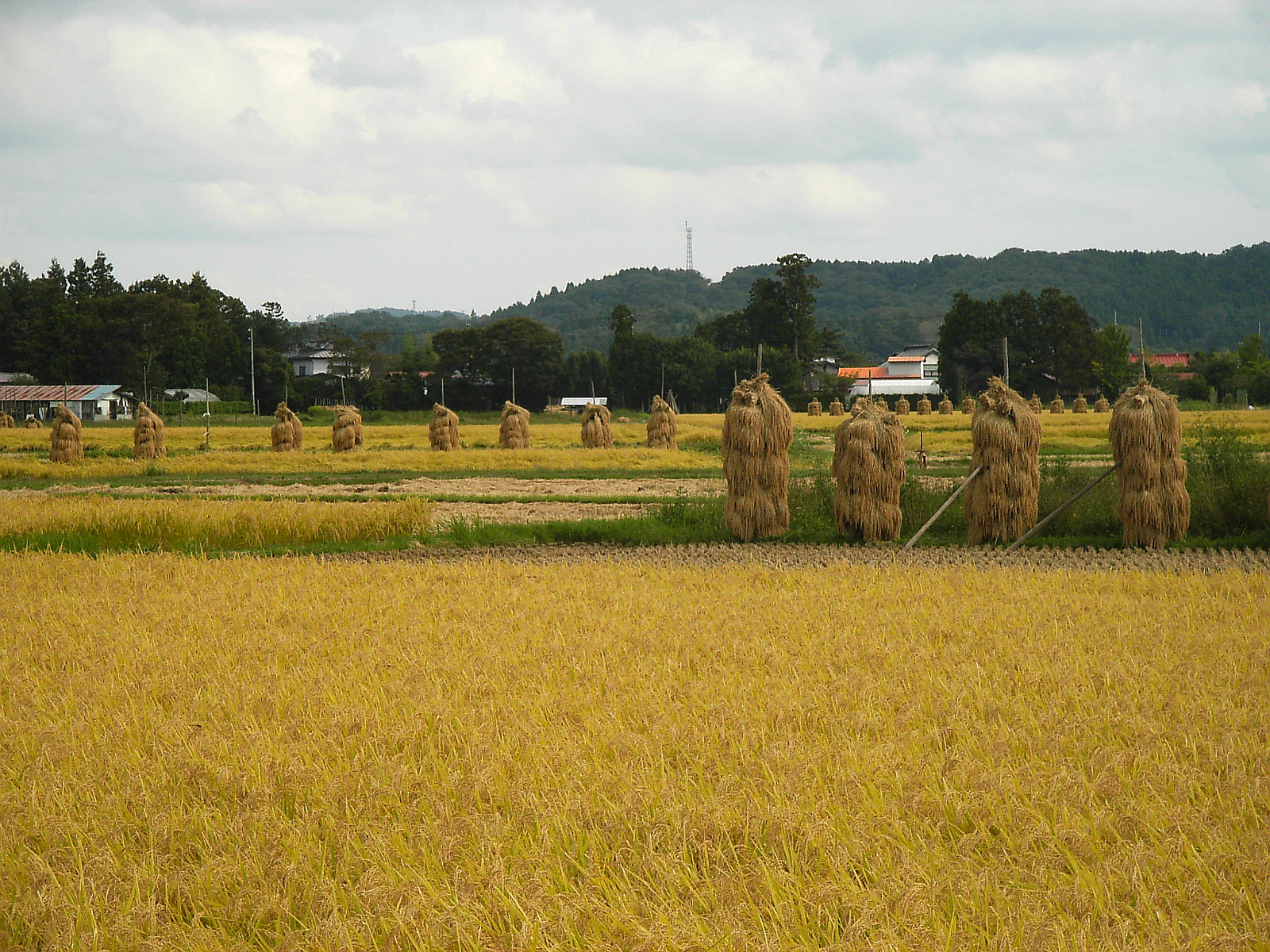
O arroz é um produto importante para o Japão, como mostrado nesse arrozal em Kurihara, Miyagi.

Apenas 12% do território japonês é apropriado para o cultivo. Devido a essa falta de terra arável, um sistema de terraço é utilizado para se plantar em pequenas áreas. Consequentemente, o país tem um dos maiores índices de produção por área quadrada do mundo, conseguindo uma auto-suficência de produtos agrícolas por volta de 50% em apenas 56 mil km² (14 milhões de acres) cultivados.
O pequeno setor agrícola japonês, todavia, é altamente subsidiado e protegido, com uma regulação que favorece o cultivo em pequena escala ao invés da agricultura de larga escala, muito utilizada em outros países como o Brasil.
O arroz importado, o produto mais protegido, é sujeito a tarifas de 490% e foi restringido a uma quota de apenas 7,2% do consumo médio de arroz de 1960 a 1988. As importações abaixo da quota não sofrem restrições, em termos legais, mas estão sujeitas a uma tarifa de 341 yenes por kilograma. Essa tarifa hoje é estimada em 490%, mas tende a aumentar para 778% com os novos métodos de cálculo que serão introduzidos como parte da Rodada de Doha.
Apesar de o Japão geralmente ser auto-suficiente em arroz (exceto para o usado na produção de biscoito de arroz e alimentos processados) e trigo, o país precisa importar cerca de 50% de sua demanda de grãos e outras culturas forrageiras além de importar a maior parte de sua carne consumida. O Japão importa grande quantidades de trigo e soja, principalmente dos Estados Unidos. O Japão é o maior mercado consumidor dos produtos agrícolas da União Europeia. Maçãs são muito produzidas nas regiões de Tohoku e Hokkaido; Peras e laranjas são produzidas principalmente em Shikoku e Kyushu. Peras e laranjas foram introduzidos no país por comerciantes holandeses em Nagasaki no final do século XVIII.
Em 2018, o Japão produziu 9,7 milhões de toneladas de arroz (13º maior produtor do mundo), 3,6 milhões de toneladas de beterraba (usada para produzir açúcar e etanol), 1,2 milhão de toneladas de cana-de-açúcar (usada para produzir açúcar e etanol), 208 mil toneladas de caqui (4º maior produtor do mundo), 2,7 milhões de toneladas de legumes variados, 3 milhões de toneladas de batata, 1,3 milhão de toneladas de repolho, 1,6 milhão de toneladas de cebola, 773 mil toneladas de tangerina, 756 mil toneladas de maçã, 764 mil toneladas de trigo, 724 mil toneladas de tomate, 612 mil toneladas de cenoura, 578 mil toneladas de alface e chicória, 550 mil toneladas de pepino, 317 mil toneladas de melancia, 300 mil toneladas de beringela, 258 mil toneladas de pera, 226 mil toneladas de espinafre, 211 mil toneladas de soja, 197 mil toneladas de abóbora, 174 mil toneladas de cevada, 174 mil toneladas de uva, 164 mil toneladas de couve-flor e brócolis, 164 mil toneladas de inhame, 163 mil toneladas de morango, 143 mil toneladas de melão, 141 mil toneladas de taioba, 140 mil toneladas de pimenta, 113 mil toneladas de pêssego, 112 mil toneladas de damasco, além de produções menores de outros produtos agrícolas.

### Pesca

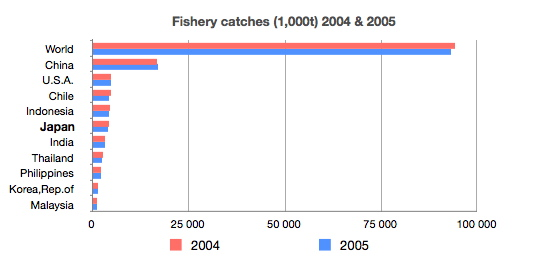
Pesca mundial e o Japão

O Japão possui o segundo maior volume de toneladas de peixes pescados do mundo, atrás somente da China - 11,9 milhões de toneladas em 1989, ligeiramente acima dos 11,1 milhões de toneladas em 1980. Após a crise de energia de 1973, a pesca no mar profundo diminuiu, com o volume anual pescado na década de 1980 alcançando cerca de 2 milhões de toneladas. A pesca em mar aberto contribuiu com cerca de 50% do total de peixes capturados no final dos anos 1980, apesar de terem experimentados várias altas e baixas durante esse período.
A pesca costeira com pequenos barcos, redes de pesca ou técnicas de reprodução contribuiu com cerca de um terço do total da produção do setor, enquanto a pesca em alto mar com barcos de média proporção contribuiu com mais da metade da produção total. O restante foi pescado por grandes barcos. Entre as várias espécies de frutos do mar pescados estão a sardinha, o atum, o caranguejo, o camarão, o salmão, o escamudo, a lula, os mariscos, a cavala e o pargo. A pesca de água doce responde por cerca de 30% da indústria pesqueira japonesa. Existem muitas espécies de peixes pescados nos rios do Japão e alguns crustáceos de água doce.
O Japão possui uma das maiores frotas pesqueiras do mundo, contribuindo com cerca de 15% da pesca mundial, levando algumas entidades a acusarem o país de estar colocando em risco de extinção alguns peixes como o atum. O Japão também foi criticado por apoiar, quase comercialmente, a pesca baleeira.

### Indústria
O Banco Mundial lista os principais países produtores a cada ano, com base no valor total da produção. Pela lista de 2019, o Japão tinha a 3ª indústria mais valiosa do mundo (US $ 1,02 trilhões).
Em 2019, o Japão era o 3ª maior produtor de veículos do mundo (9,6 milhões) e o 3ª maior produtor de aço (99,3 milhões de toneladas).
A indústria manufatureira japonesa é muito diversificada, com uma variedade de indústrias avançadas que atingem um grande sucesso. A indústria contribui com 24% do PIB nacional.
A indústria concentra-se em algumas regiões, com a região de Kanto, ao redor de Tóquio (a região industrial de Keihin), bem como a região de Kansai, ao redor de Osaka (a região industrial de Hanshin) e a região de Tokai ao redor de Nagóia (a região industrial Chukyo-Tokai) como principais centros industriais. Outros centros industriais incluem a parte sudoeste de Honshu e o norte de Shikoku ao redor do Mar Interior de Seto (a região industrial de Setouchi); e a parte norte de Kyushu (Kitakyushu). Além deles, um cinturão longo e estreito de centros industriais chamado de Cinturão Taiheikyo é encontrado entre Tóquio e Fukuoka, formado por indústrias que se desenvolveram como cidades fabris.
O Japão goza de alto desenvolvimento tecnológico em muitos campos, incluindo indústria japonesa de eletrônicos, indústria automotiva, indústria de semicondutores, fibra ótica, optoeletrônica, disco óptico, fax e fotocópia, e processos de fermentação de alimentos e bioquímica. No entanto, muitas empresas japonesas estão encarando rivais emergindo dos Estados Unidos, Coreia do Sul e China.
Indústrias por valor adicionado ao PIB em 2012. Os valores foram convertidos usando a taxa de câmbio em 13 de abril de 2013.
| Indústria                | Valor adicionado ao PIB $ bilhões 2012 | % do PIB total |
| ------------------------ | -------------------------------------- | -------------- |
| Outros atividades        | 1,238                                  | 23.5%          |
| Indústria manufatureira  | 947                                    | 18.0%          |
| Setor imobiliário        | 697                                    | 13.2%          |
| Atacado e varejo         | 660                                    | 12.5%          |
| Transporte e comunicação | 358                                    | 6.8%           |
| Administração pública    | 329                                    | 6.2%           |
| Construção               | 327                                    | 6.2%           |
| Finanças e seguros       | 306                                    | 5.8%           |
| Eletricidade, gás e água | 179                                    | 3.4%           |
| Serviços do governo      | 41                                     | 0.7%           |
| Mineração                | 3                                      | 0.05%          |
| Total                    | 5,268                                  | 100%           |

#### Indústria automotiva

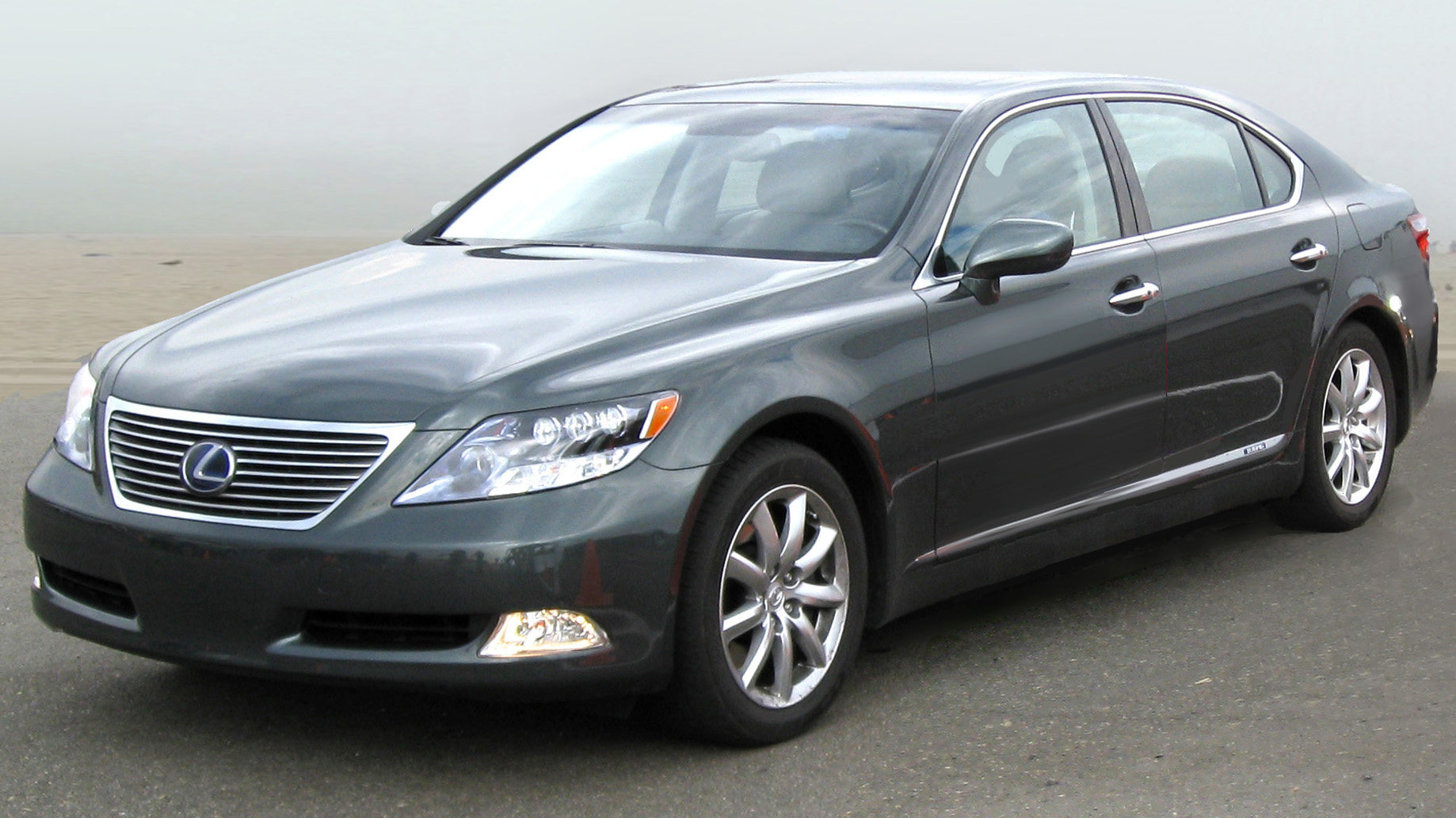
Lexus LS. O rápido crescimento e sucesso do Lexus da Toyota e outros construtores de veículos japoneses refletem a força e a dominância global do Japão na indústria automotiva.

O Japão é o terceiro maior produtor de automóveis do mundo. A Toyota é atualmente o maior produtor do mundo e as construtoras de carros japonesas Nissan, Honda, Suzuki e Mazda também estão entre as maiores do mundo.

### Mineração e energia
Nas energias não-renováveis, em 2020, o país era o 80º maior produtor de petróleo do mundo, com uma produção quase nula. Em 2019, o país consumia 3,8 milhões de barris/dia (4º maior consumidor do mundo). O país foi o 4º maior importador de petróleo do mundo em 2016 (3,1 milhões de barris/dia). Em 2015, o Japão era o 52º maior produtor mundial de gás natural, com uma produção quase nula. O país era o maior importador do mundo de gás natural em 2018: 99,7 bilhões de m3 ao ano. Na produção de carvão, o país foi o 40º maior do mundo em 2018: 1,3 milhões de toneladas. Foi o 3º maior importador de carvão do mundo em 2018: 189 milhões de toneladas. O Japão também é o 5º país que mais possui usinas atômicas em seu território: em 2019 haviam 33 usinas, com uma potência instalada de 31,6 GW.
Nas energias renováveis, em 2020, o Japão era o 21º maior produtor de energia eólica do mundo, com 4,2 GW de potência instalada; o 3º maior produtor de energia solar do mundo, com 67 GW de potência instalada; e em 2014 era o 8º maior produtor de energia hidroelétrica do mundo com uma potência instalada de 50 GW.
A produção mineradora do Japão tem sido mínima e o país possui poucos depósitos de minas. No entanto, depósitos massivos de terras raras foram encontrados perto da costa do Japão. No ano fiscal de 2011, a produção doméstica de petróleo cru foi de 820 mil kilolitros, que significa 0,4% do volume cru processado total do Japão.
Em 2019, o Japão foi o 2º maior produtor mundial de iodo, 4º maior produtor mundial de bismuto, o 9º maior produtor mundial de enxofre e o 10º maior produtor de gipsita.

## Infraestrutura

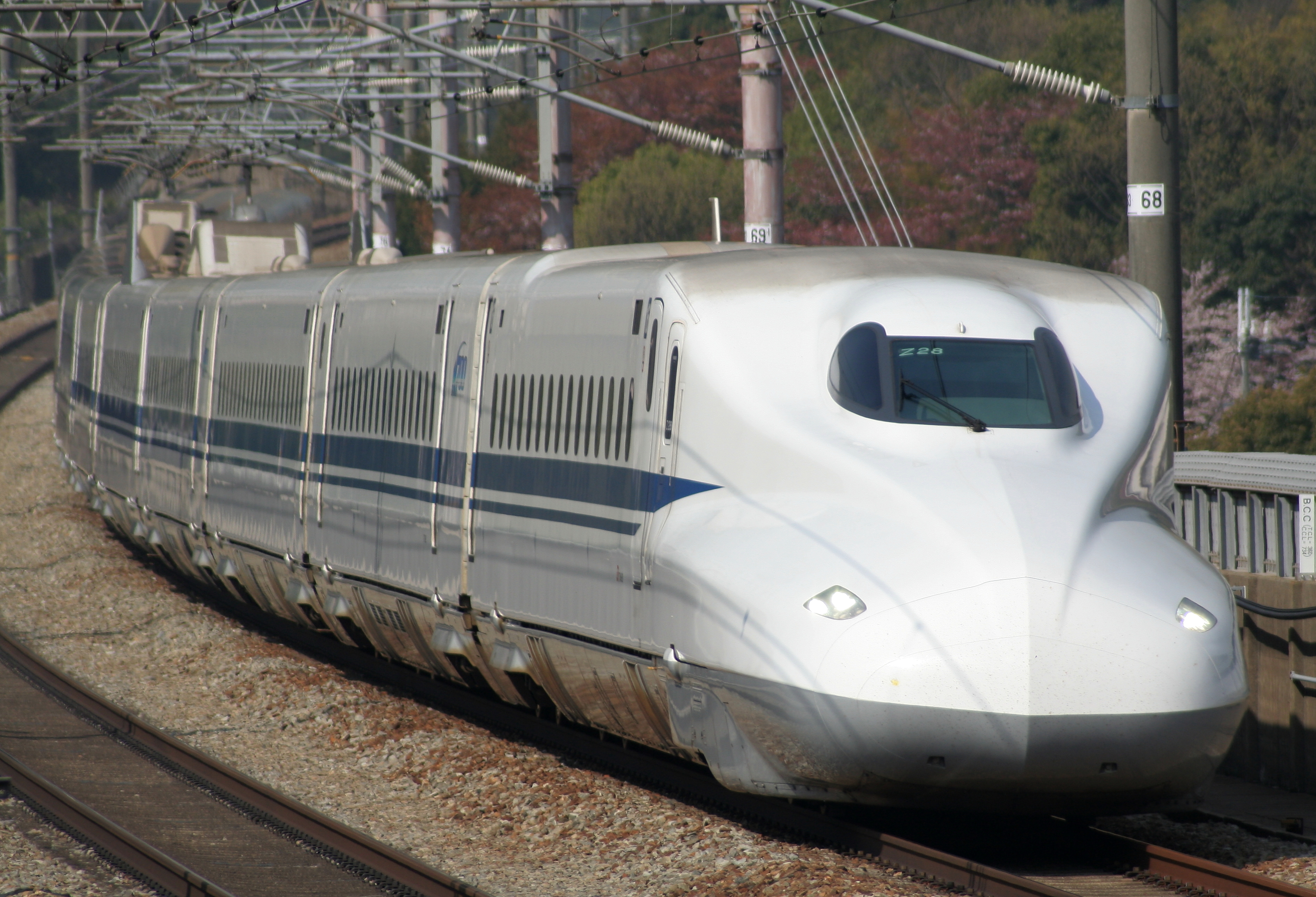
Shinkansen

Em 2015, metade da energia no Japão foi produzida do petróleo, um quinto do carvão e 14% do gás natural. As usinas nucleares do Japão foram responsáveis por um quarto da eletricidade produzida e o país deve dobrá-la nas próximas décadas.
O gasto do Japão com estradas tem sido grande. Os 1,2 milhões de quilômetros de ruas pavimentadas são o principal meio de transporte. O Japão possui tráfico de mão esquerda. Uma única rede alta velocidade, dividida e com acesso limitado por pedágios conectam as maiores cidades e são operadas por concessionárias. Carros novos e usados não são caros. Os impostos sobre propriedade de veículos automotores e o preço do combustível são usados para promover a eficiência energética.
Dezenas de companhias ferroviárias japonesas competem pelos mercados de transporte local e regional de passageiros; por exemplo, sete empresas da JR, Kintetsu Corporation, Seibu Railway e Keio Corporation. Frequentemente, as estratégias dessas empresas levam em consideração o setor imobiliário e as lojas de departamentos.  Alguns trens Shinkansen com velocidades de até 300 km/h ligam as grandes cidades. Todo o sistema ferroviário é conhecido por sua pontualidade.
Existem 176 aeroportos e voar é uma maneira popular de viajar entre as cidades. O maior aeroporto doméstico, Aeroporto Internacional de Tóquio, é um dos aeroportos com mais passageiros. Os maiores terminais internacionais são o Aeroporto Internacional de Narita (região de Tóquio), Aeroporto Internacional de Kansai (região de Osaka/Kobe/Kyoto) e Aeroporto Internacional de Chubu (região de Nagoya). Entre os maiores portos está o  Porto de Nagoya.
Dada a sua grande dependência da energia importada, o Japão almeja uma maior diversificação de suas fontes energéticas. Desde os choques do petróleo da década de 1970, o Japão reduziu sua dependência do petróleo como fonte de energia de mais de 75%, em 1973, para cerca de 46% nos dias de hoje. Outras fontes energéticas importantes são o carvão, gás natural liquefeito, energia nuclear e hidroelétricas. A demanda por petróleo também é atenuada pelas altas taxas de impostos em veículos automotores com mais de 2000 cc, bem como na própria gasolina, atualmente cerca de 54 ienes por litro no varejo. O querosene também é usado extensivamente nos aquecedores portáteis domésticos, especialmente na região norte do país. Muitas companhias de taxi rodam seus carros com gás natural. Um recente sucesso devido à grande economia de combustível foi a introdução da produção em massa dos veículos híbridos. O ex-Primeiro Ministro Shinzo Abe, buscando a recuperação da economia japonesa, assinou um tratado com a Arábia Saudita e os Emirados Árabes Unidos sobre os crescentes preços do petróleo.

### Serviços

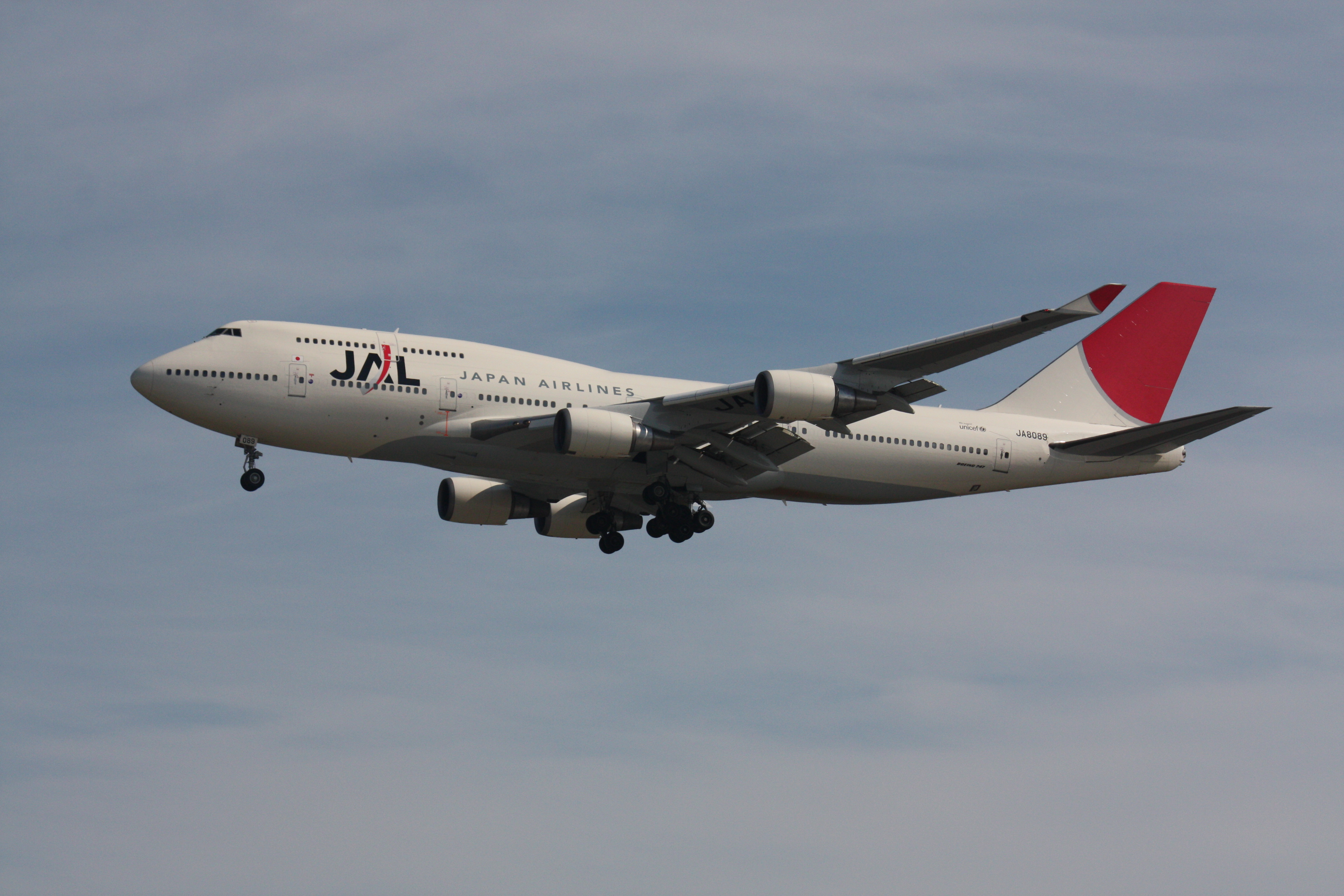
A Japan Airlines, embora tenha encarado grandes dívidas em 2010, é considerada uma das maiores companhias aéreas do mundo.

O setor de serviços do Japão contribui com cerca de três quartos do produto total econômico. Os serviços bancários, seguros, serviços imobiliários, varejo, transporte e telecomunicações são todas grandes indústrias que contam com empresas entre as maiores do mundo, como Mitsubishi UFJ, Mizuho, NTT, TEPCO, Nomura, Mitsubishi Estate, ÆON, Mitsui Sumitomo, Softbank, JR East, Seven & I, KDDI e Japan Airlines. Quatro dos cinco jornais com maior circulação no mundo são jornais japoneses. O governo Koizumi propôs a privatização em 2015 da Japan Post, um dos maiores fornecedores de serviços de poupança e seguros. Os seus maiores keiretsus são os grupos Mitsubishi, Sumitomo, Fuyo, Mitsui, Dai-Ichi Kangyo e Sanwa. O Japão abriga 251 empresas da Forbes Global 2000, ou 12,55% (em 2013). A saúde japonesa é privatizada, o que dificulta o acesso dela por crianças e idosos.

#### Turismo

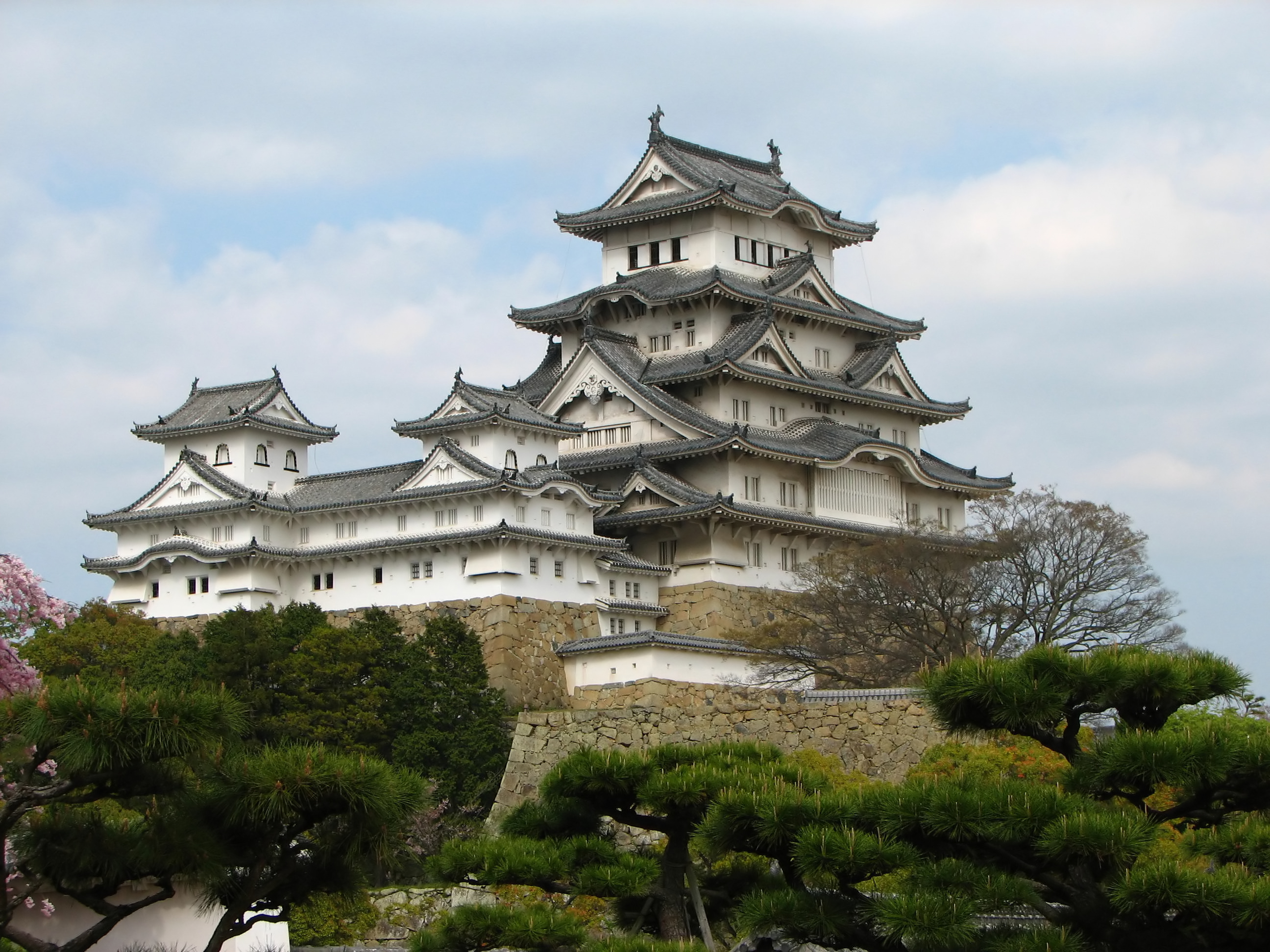
O Castelo de Himeji, em Himeji, Hyogo, é um dos pontos turísticos mais visitados no Japão.

Em 2018, o Japão foi o 11º país mais visitado do mundo, com 31,1 milhões de turistas internacionais. As receitas do turismo, neste ano, foram de US $ 41,1 bilhões.
O turismo vem crescendo no país. Em 2013, devido ao iene mais fraco e à liberação mais fácil de vistos para os países do sudeste asiático, o Japão recebeu o que era um recorde de 11,25 milhões de visitantes, que foi maior que a meta projetada pelo governo de 10 milhões de visitantes. O governo espera atrair 20 milhões de visitantes por ano nos Jogos Olímpicos de Verão de 2020 em Tóquio. Alguns dos locais mais populares incluem os bairros de Shinjuku, Ginza, Shibuya e Asakusa, em Tóquio, e as cidades de Osaka, Kobe e Quioto, bem como o Castelo de Himeji. Hokkaido é também um destino popular de inverno para visitantes com vários resorts de esqui e hotéis luxuosos sendo construídos por lá.

## Finanças

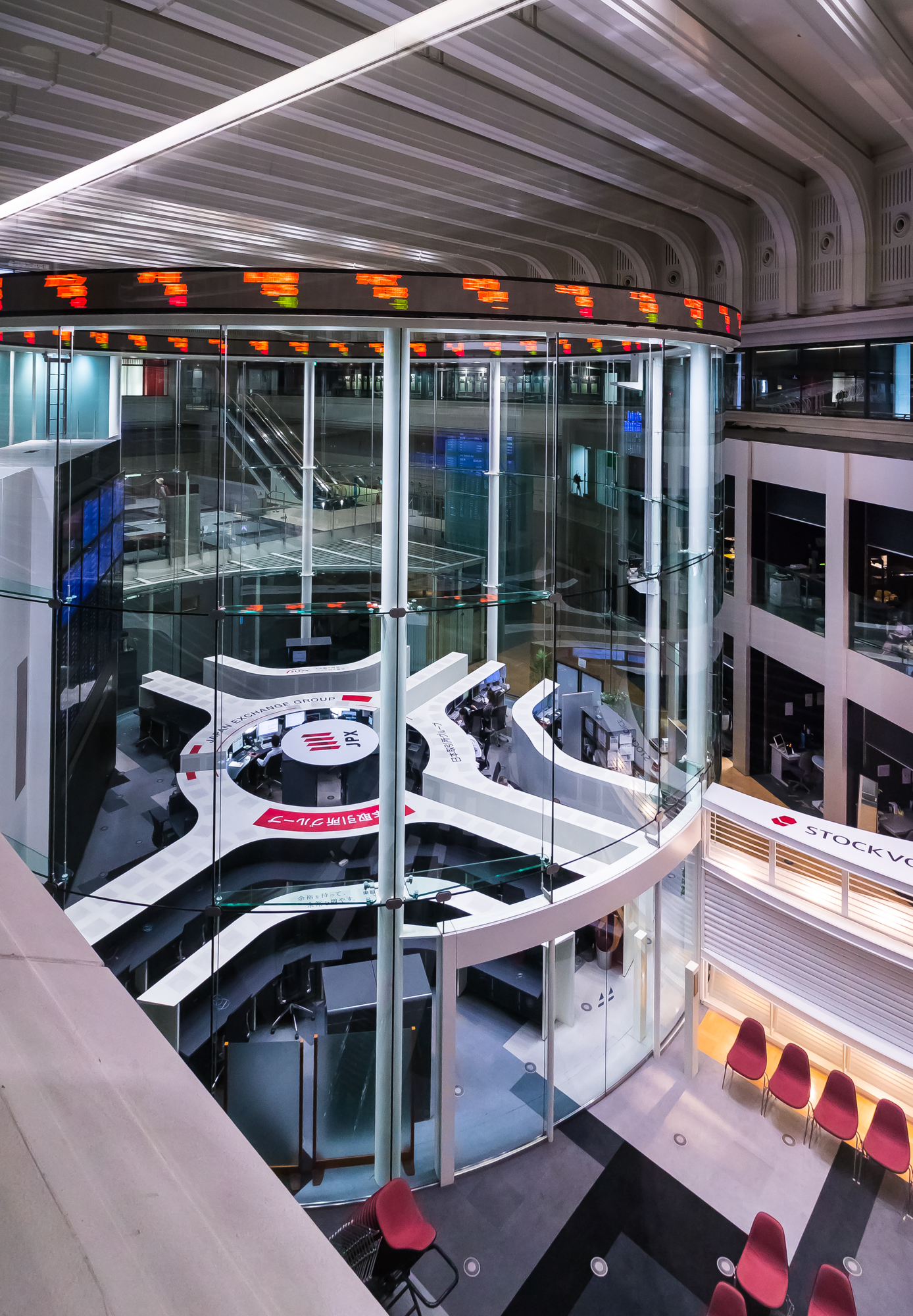
A sala de negócios principal da Bolsa de Valores de Tóquio, uma das maiores bolsas de valores do mundo.

A Bolsa de Valores de Tóquio é a segunda maior bolsa de valores do mundo por capitalização de mercado, bem como a maior bolsa de valores da Ásia, com 2 292 companhias listadas. O Nikkei 225 e o TOPIX são dois índices de mercado de ações importantes da Bolsa de Valores de Tóquio. A Bolsa de Valores de Tóquio e a Bolsa de Valores de Osaka, outra grande bolsa de valores no Japão, fundiram-se em 1º de janeiro de 2013, criando uma das maiores bolsas de valores do mundo. Outras bolsas de valores no Japão incluem a Bolsa de Valores de Nagoia, a Bolsa de Valores de Fukuoka e a Bolsa de Valores de Sapporo.

## Força de Trabalho

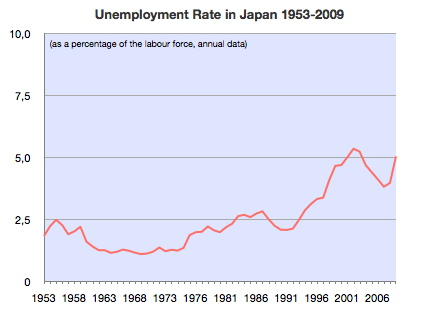
Taxa de desemprego do Japão

A taxa de desemprego declarado em junho de 2009 foi de 5,2% (5,4% para homens, alta de 0,1% em relação a maio de 2009, e 4,9% para mulheres, alta de 0,3% em relação ao mês anterior). Considera-se que esses dados estejam subestimados, tendo em vista que mesmo trabalhadores com sub-empregos são classificados como empregados.
Em julho de 2006, a taxa de desemprego no Japão era de 4,1%, de acordo com a OECD. No final de fevereiro de 2009, ela estava em 4,4%. A razão entre os cargos oferecidos e o número de candidatos às vagas caiu para apenas 0,59, de quase 1 no começo de 2008, enquanto as horas de trabalho média também caiu. Os salários médios também caíram em 2,9% nos últimos 12 meses antes de fevereiro. Em 2007, a força de trabalho japonesa consistia de cerca de 66 milhõs de trabalhadores - 40% dos quais eram mulheres - e estava em rápido declínio. Há projeções de que em 2050 esse número caia para 48,6 milhões.
Uma das maiores preocupações de longo prazo em relação à força de trabalho japonesa é a baixa taxa de natalidade. Na primeira metade de 2005, o número de mortes no Japão excedeu o número de nascimentos, indicando que o declínio da população, inicialmente previsto para começar em 2007, já tinha começado. Uma das contra-medidas para evitar o declínio da taxa de nascimentos seria remover as barreiras à imigração, mas o governo japonês é relutante quanto a isso.
Em 1989, a confederação sindical predominantemente pública, SOHYO (Conselho Geral dos Sindicatos Comerciais do Japão), fundiu-se com o RENGO (Confederação Sindical do Setor Privado Japonês) para formar a Confederação Sindical Comercial Japonesa. Os membros desse sindicato giram em torno de 12 milhões.

## Comércio exterior
Em 2020, o país foi o 5º maior exportador do mundo (US $ 705,8 milhões em mercadorias, 3,8% do total mundial). Na soma de bens e serviços exportados, chega a US $ 904,8 bilhões e fica em 4º lugar mundial. Já nas importações, em 2019, foi o 4º maior importador do mundo: US $ 720,9 bilhões.

## Lei e governo
O Japão é o 27º de 185 países no Índice de Facilidade de Fazer Negócios em 2013.
O Japão possui uma das menores taxas no mundo desenvolvido. Após as deduções, a maioria dos trabalhadores estão livres de impostos de renda. A taxa de imposto sobre consumo é de apenas 8%, enquanto as taxas de impostos sobre empresas são as segundas mais altas do mundo, com 36,8%. No entanto, a Câmara dos Representantes aprovou uma lei que aumentaria o imposto sobre o consumo para 10% em outubro de 2015. O governo também decidiu reduzir o imposto sobre empresas e eliminar progressivamente o imposto sobre automóveis.
O ativismo dos acionistas é raro apesar do fato de que a legislação societária dá aos acionistas grandes poderes sobre os administradores. Com o passar do tempo, mais acionistas levantaram-se contra os gestores.
Os passivos do governo incluem a maior dívida pública de um país no mundo, com uma dívida de mais de um quadrilhão de ienes. O ex-Primeiro-Ministro Naoto Kan afirmou que a situação era 'urgente'.
O banco central do Japão possui a segunda maior reserva cambial, atrás da República Popular da China, com mais de um trilhão de dólares.

## Cultura
Nemawashi (根回し), na cultura japonesa, é um processo informal de estabelecer as bases de alguma proposta de mudança ou projeto, falando com as pessoas envolvidas, conseguindo apoio e feedback e assim por diante. É considerado um elemento importante em qualquer grande mudança, antes de quaisquer medidas formais, sendo que o nemawashi bem sucedido é aquele que possibilita mudanças com o consenso de todos os lados envolvidos.
As empresas japonesas são conhecidas por métodos de gerenciamento como o Sistema Toyota de Produção. O Kaizen (改善, "melhoramento") é uma filosofia japonesa que foca no melhoramento contínuo em todos os aspectos da vida. Quando aplicada ao local de trabalho, as atividades do Kaizen continuamente buscam melhorar todas as funções de um negócio, do setor de produção ao gerenciamento e do CEO aos trabalhadores da linha de produção. Ao aperfeiçoar atividades e processos padronizados, o Kaizen visa eliminar desperdícios (ver Lean manufacturing). O Kaizen foi implementado pela primeira vez em alguns negócios japoneses durante a recuperação do país depois da Segunda Guerra Mundial, incluindo a Toyota, e desde então se espalhou para empresas em todo o mundo. Ironicamente, os trabalhadores japoneses estão entre os que mais trabalham horas por dia, embora o kaizen deveria melhorar todos os aspectos da vida.
Algumas companhias possuem poderosos sindicatos patronais e shunto.
O Sistema Nenko, ou Nenko Joretsu, como é chamado no Japão, é o sistema japonês de promoção do empregado de acordo com a sua proximidade da aposentadoria. A vantagem desse sistema é que ele possibilita os empregados mais antigos a alcançar níveis de salários mais altos antes da aposentadoria, além de trazer mais experiência para o ambiente executivo. A desvantagem desse sistema é que ele não permite que novos talentos apareçam e se combinem com a experiência e que aqueles com capacidades especializadas consigam ser promovidos em uma estrutura executiva já totalmente ocupada. Ele também não garante nem tenta colocar a pessoa certa no trabalho certo.
As relações entre burocratas do governo e empresas muitas vezes são acolhedoras. Amakudari (天下り, amakudari, "descendente dos céus") é a prática institucionalizada na qual burocratas japoneses experientes aposentam-se em cargos de alto nível tanto no setor público como no setor privado. Esta prática é cada vez mais vista como corrupta e um empecilho para desatar os laços entre o setor privado e o estado que impedem as reformas econômicas e políticas.
Emprego vitalício (shushin koyo) e promoção baseada na antiguidade são comuns no ambiente de trabalho japonês. Recentemente, o Japão começou a gradativamente se distanciar de algumas dessas normas.
Salaryman (サラリーマン, Sararīman, trabalhador assalariado) refere-se aos empregados de grandes empresas de colarinho branco, englobando desde os recém-contratatos até os gerentes, não incluindo os diretores e presidentes; eles trabalham principalmente para corporações. Seu uso frequente pelas corporações japonesas e sua prevalecência nos mangás e animes gradativamente levou a sua aceitação pelos países de língua inglesa como um termo para os executivos japoneses de colarinho branco. A palavra pode ser encontrada em muitos livros e artigos referentes à cultura japonesa. Logo após a Segunda Guerra Mundial, tornar-se um salaryman era visto como um atalho para uma vida de classe média e estável. Atualmente, o termo carrega uma associação com longas horas de trabalho, baixo prestígio na hierarquia da empresa, ausência de outras fontes alternativas além do salário, escravidão do salário e karoshi. O termo salaryman refere-se quase que exclusivamente a homens.

Uma office lady, frequentemente abreviada para OL (オーエル, Ōeru), é uma executiva que geralmente realiza tarefas de colarinho rosa como servir chá e serviços de secretariado ou serviços gerais. Como muitos solteiros japoneses, as OLs frequentemente vivem com seus pais mesmo depois de adultos. Office Ladies são normalmente funcionárias permanentes em tempo integral, apesar dos seus empregos não darem muitas oportunidades de promoção, existindo sempre a expectativa implícita de que elas deixarão seus cargos assim que se casarem.
Freeter (フリーター, furītā) é uma expressão japonesa para pessoas entre as idades de 15 e 34 anos que não possuem emprego de tempo integral ou estão desempregados, excluindo donas de casa e estudantes.  Eles também podem ser descritos como trabalhadores de sub-emprego ou freelancers. Essas pessoas não começam a carreira depois do ensino médio ou da universidade mas normalmente vivem como parasite singles com seus pais e ganham algum dinheiro com trabalhos mal pagos e pouco qualificados. O baixo nível de renda torna difícil pra os freeters começarem uma família e a falta de qualificação dificulta o começo de uma carreira em um momento mais tardio da vida.
Karoshi (過労死, karōshi), que pode ser traduzido literalmente como morte por excesso de trabalho, é a morte súbita durante o trabalho. As maiores causas do karoshi são os ataques do coração e derrames devido ao estresse.
Sokaiya (総会屋, sōkaiya), (às vezes traduzido como seguranças da empresa, homens da reunião, ou chantagistas de empresas) são uma forma específica de mafiosos que somente existe no Japão, frequentemente associada à yakuza, que extorque dinheiro ou chantageia empresas ao ameaçarem publicar humilhações contra empresas e suas diretorias, normalmente na reunião anual (総会, sōkai).
Sarakin (サラ金) é um termo japonês para agiota. É uma contração das palavras japonesas para salaryman e dinheiro. Cerca de 14 milhões de pessoas, ou 10% da população japonesa, pegaram empréstimos de um sarakin. No total, há aproximadamente 10 mil firmas (menos que as 30 mil de uma década atrás); entretanto, as sete maiores firmas controlam 70% do mercado. O valor de todos os empréstimos totaliza 100 bilhões de dólares. As maiores sarakins frequentemente negociam e se aliam com os grandes bancos do país.

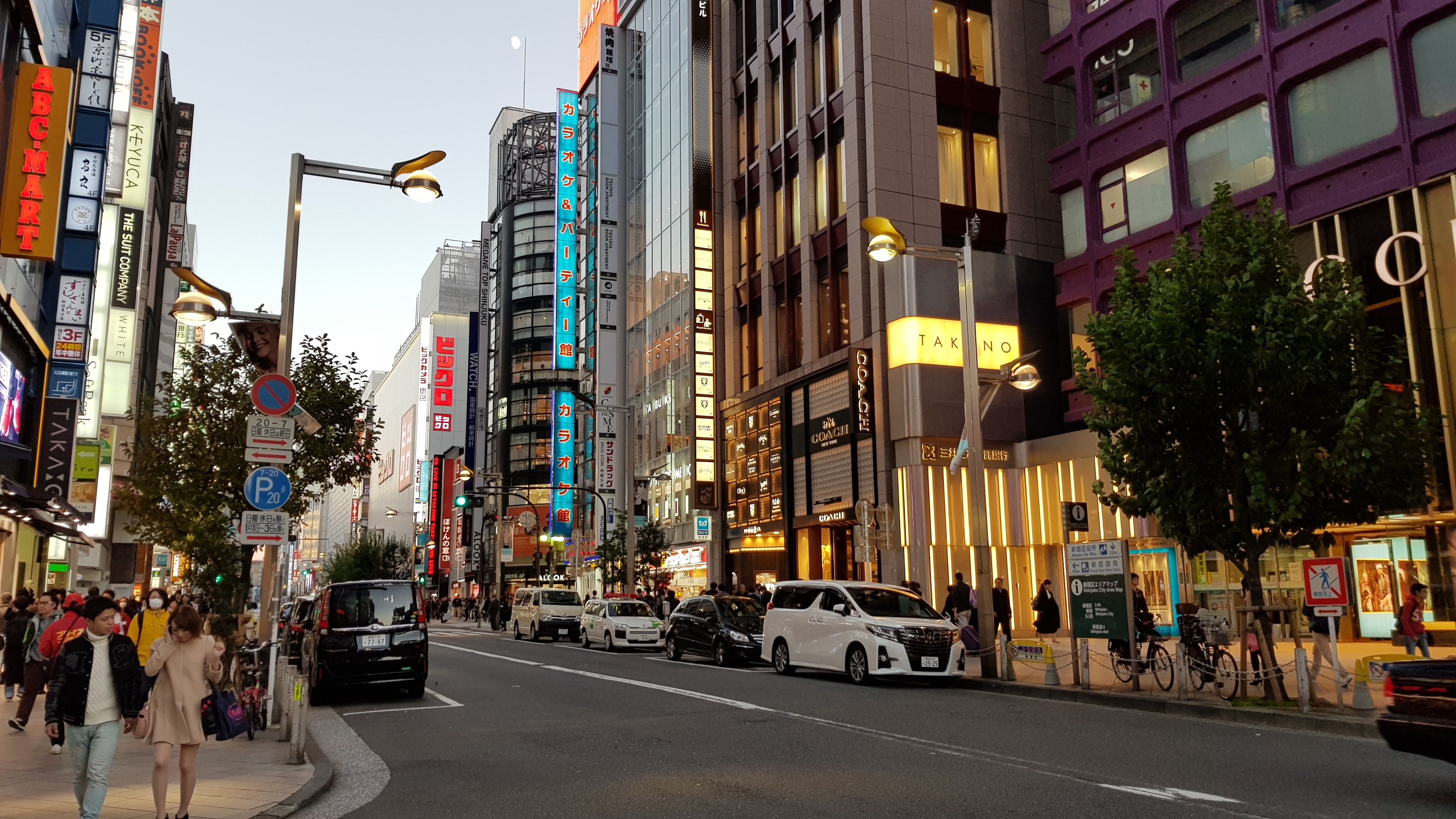
Loja de departamentos em Shinjuku, Tóquio

A primeira loja de departamentos no Japão no estilo ocidental foi a Mitsukoshi, fundada em 1904, que se originou de uma loja de kimono chamada Echigoya, de 1673. Porém, se forem consideradas as origens, a Matsuzakaya tem uma história mais longa ainda, funcionando desde 1611. A loja de kimono transformou-se em uma loja de departamentos em 1910. Em 1924, a loja da Matsuzakaya em Ginza permitiu a entrada dos clientes com sapatos dentro da loja, algo inovador para a época. Essas lojas de departamentos que se originaram de lojas de kimono dominaram o mercado no início da história. Eles vendiam, ou melhor, exibiam, produtos luxuosos, o que contribuía para sua atmosfera sofisticada. Outa origem das lojas de departamentos japonesas foram as companhias ferroviárias. Havia muitas operadoras de ferrovias privadas no país e, a partir de 1920, elas começaram a construir lojas de departamentos diretamente ligadas às suas estações. Seibu e Hankyu são exemplos típicos.
A partir da década de 1980 até os dias de hoje, as lojas de departamentos japonesas encararam uma concorrência forte dos supermercados e das lojas de conveniência, gradativamente perdendo seu espaço. Ainda assim, os depāto são um símbolo de alguns aspectos do conservadorismo cultural no país. Certificados de presentes de lojas de departamentos prestigiosas são frequentemente dados como presentes formais no Japão. Elas geralmente oferecem uma grande variedade de serviços, que pode incluir troca de moedas estrangeiras, reservas de viagem, venda de ingressos para shows dentre outros eventos.

### Keiretsu
Um keiretsu (系列, literalmente sistema ou série) é um conjunto de empresas com relações comerciais e negócios interligados. É um tipo de grupo corporativo. Os primeiros keiretsu foram os que apareceram no Japão durante o Milagre econômico japonês, depois da Segunda Guerra Mundial. Antes da rendição do Japão, as indústrias japonesas eram controladas por monopólios verticais dirigidos por famílias, chamados de zaibatsu. Os Aliados acabaram com os zaibatsu no final da década de 1940, mas as empresas formadas da cisão deles acabaram sendo reintegradas. As corporações, que estavam dispersas, foram religadas através de compras de ações a fim de formar alianças integradas horizontalmente por muitas indústrias. Onde era possível, as empresas do keiretsu supriam as necessidades umas das outras, tornando a aliança também vertical. Nesse período, a política oficial do governo promoveu a criação de fortes corporações comerciais que podiam suportar grandes pressões do mercado global altamente competitivo.
Os maiores keiretsu eram baseados cada um em um banco, que emprestava dinheiro para as companhias participantes do keiretsu e possuía posições acionárias nas empresas. Cada banco central tinha grande poder sobre as empresas do keiretsu e atuava como uma entidade de monitoramento e como uma entidade de socorro emergencial. Um efeito dessa estrutura foi a minimização da presença dos takeovers hostis no Japão, visto que nenhuma entidade poderia desafiar o poder dos bancos.
Há dois tipos de keiretsu: vertical e horizontal. O keiretsu vertical ilustra a organização e os relacionamentos dentro de uma empresa (por exemplo, todos os fatores de produção de um certo produto serem conectados), enquanto um keiretsu horizontal mostra relacionamentos entre entidades e indústrias, normalmente centralizadas ao redor de um banco e uma empresa de capital aberto. Ambos são complexamente entrelaçados e se auto-sustentam uns aos outros.
A recessão japonesa na década de 1990 teve profundos efeitos nos keiretsu. Muitos grandes bancos foram muito afetados por portfolios baseados em empréstimos de baixa qualidade e foram forçados a se fundirem ou sairem do mercado. Isso teve o efeito de atenuar as fronteiras entre os keiretsu: o Sumitomo Bank e o Mitsui Bank, por exemplo, tornaram-se Sumitomo Mitsui Banking Corporation em 2001, enquanto o Sanwa Bank (o banco do grupo Hankyu-Toho) tornou-se parte do Bank of Tokyo-Mitsubishi UFJ. Além disso, muitas empresas de fora do sistema keiretsu, como a Sony, começaram a superar seus pares de dentro do sistema.
No geral, esses acontecimentos deram uma forte sensação no mercado de que o antigo sistema keiretsu não era mais um modelo de negócios eficiente, levando a um enfraquecimento das alianças entre os keiretsu. Apesar de os keiretsu ainda existirem, eles não são mais tão centralizados ou integrados como eram antes da década de 1990. Isso, por sua vez, levou a um aumento de de aquisições corporativas no Japão, visto que as companhias não era mais capazes de se defenderem facilmente pelos seus bancos, bem como aumentaram os litígios empresariais por mais acionistas independentes.